# Die kleinen Strolche

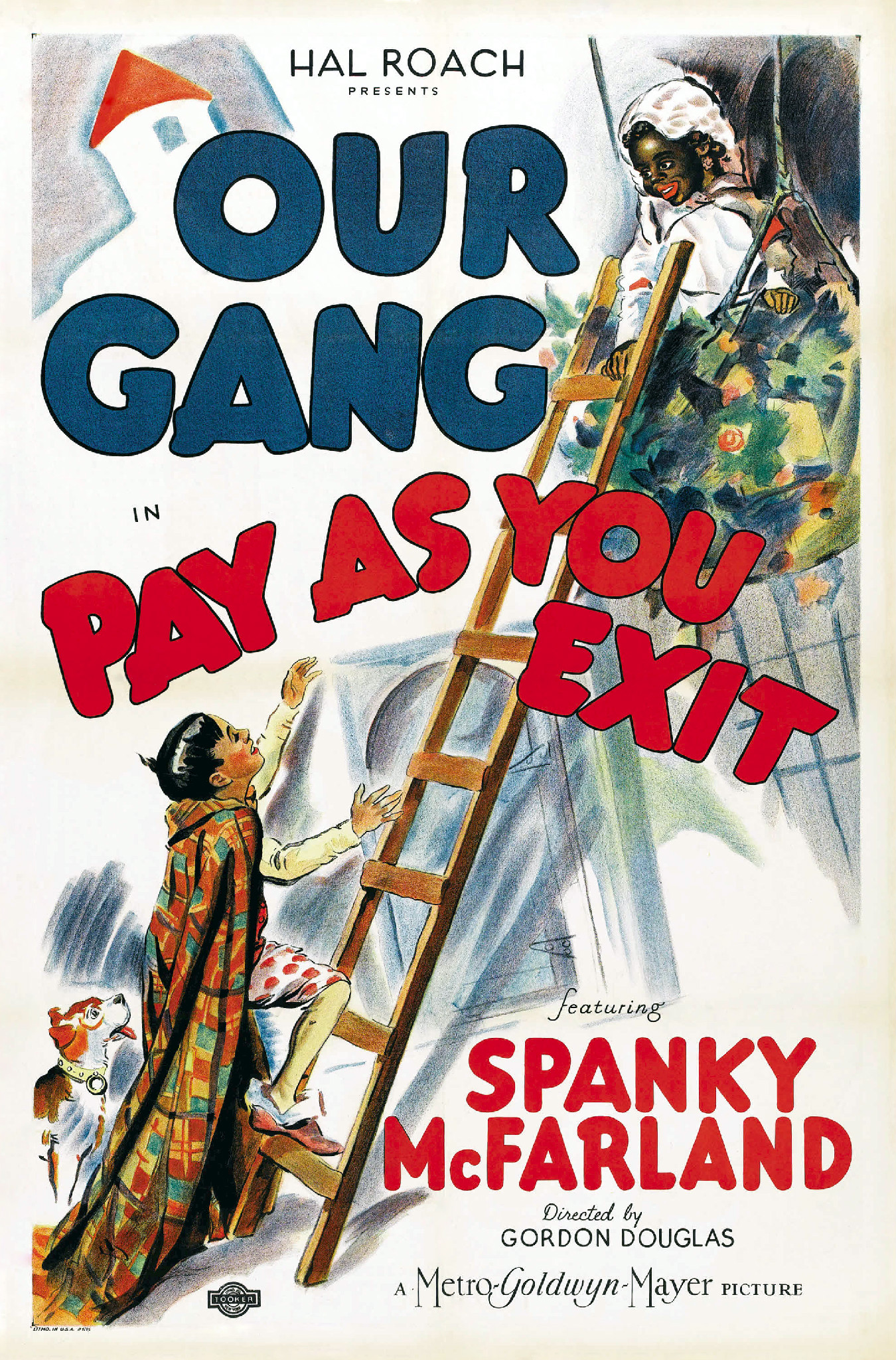
Filmplakat mit dem Originaltitel Our Gang von 1936

Die kleinen Strolche (im Original Our Gang, auch bekannt als The Little Rascals oder Hal Roach’s Rascals) ist eine zwischen 1922 und 1944 produzierte US-amerikanische Kurzfilmserie über die Abenteuer einer Gruppe von Kindern.
Die vom Komödien-Filmproduzenten Hal Roach kreierte Serie wurde in dessen Studios ab 1922 unter Regie von Robert F. McGowan produziert, zunächst in Form stummer Kurzfilme, ab 1929 mit Ton. Bis 1927 wurden die Filme von Pathé vertrieben, anschließend von Metro-Goldwyn-Mayer (MGM). 1938 kaufte MGM die Rechte an der Serie und führte sie bis zu ihrem Ende 1944 weiter. Insgesamt wurden über 220 Kurzfilme mit zahlreichen Kinderdarstellern hergestellt. Außerdem entstand 1936 der Spielfilm General Spanky. Im amerikanischen Fernsehen wurden die 80 Tonfilme von Roach unter dem Titel The Little Rascals gesendet, da der Titel Our Gang unter dem Copyright von MGM steht. Im deutschen Fernsehen laufen Die kleinen Strolche seit 1967, wofür die Stummfilme teilweise neu zusammengeschnitten wurden.

## Allgemeines
Die Serie ist eine der bekanntesten und erfolgreichsten Filmserien der Kinogeschichte. Bereits Ende der 1920er Jahre fanden sich die Darsteller aus Our Gang auf vielen Zusatzprodukten abgebildet (ein frühes Merchandising). Während Kinder in Filmrollen häufig eingesetzt werden, um „schlaue“ oder altkluge Bemerkungen von sich zu geben, gelang es Hal Roach und seinem Regisseur Robert F. McGowan, ein natürlicheres Verhalten der Kinder einzufangen. Der Filmhistoriker Leonard Maltin hebt hervor, dass Our Gang die erste Serie war, in der Jungen, Mädchen, Schwarze und Weiße in einer Gruppe unter Gleichen agierten.
Während viele andere Serien mit und über Kinder in einer Fantasiewelt spielen – beispielsweise war bereits ab 1917 ein Kinder-Ensemble namens Sunset Kiddies in einer Serie von abendfüllenden Kinderbuch-Verfilmungen der Fox Studios aufgetreten –, orientierte sich der Produzent und Regisseur Hal Roach am Alltagsleben: Viele der Kinder sind in den Filmen arm und müssen sich oft mit verwöhnten reichen Kindern, deren Eltern, rechthaberischen Erwachsenen und anderen Widrigkeiten auseinandersetzen.
Bis 1933 war Chef-Regisseur Robert F. McGowan für die Dreharbeiten zuständig. Unterstützt wurde er dabei von seinem Neffen Anthony Mack. McGowans Erfolg lag darin, einen Stil zu entwickeln, der die kindlichen Darsteller nicht den Arbeitsgewohnheiten der Filmbranche unterordnete, wodurch ihre Natürlichkeit nicht unterdrückt wurde. Die Geschichten wurden von der Comedy-Abteilung des Hal-Roach-Studios geschrieben, zu der auch Frank Capra, Leo McCarey, Walter Lantz und Frank Tashlin gehörten. Die Kinder waren oftmals noch zu jung, um schon Drehbücher lesen zu können, und wurden daher manchmal per Megafon in ihren teils improvisierten Handlungen dirigiert. Dies änderte sich mit Aufkommen des Tonfilms: Die Nachfolge-Regisseure Gus Meins und Gordon Douglas gingen geradliniger und mit weit weniger Improvisation an die Verfilmungen, erst recht, als Hal Roach gezwungen war, die Geschichten von 20-Minuten- (Zweiakter, bestehend aus zwei Filmrollen) auf 10-Minuten-Vorfilme (Einakter, eine Filmrolle) zu kürzen.
Die Darsteller wurden, wenn sie zu alt geworden waren, gegen neue Gesichter ausgetauscht, die unter den Kindern aus dem Großraum Los Angeles ausgewählt wurden. Talent-Scouts veranstalteten teilweise nationale Wettbewerbe, an denen Tausende von Kindern für nur eine einzige freie Rolle teilnahmen, oft angetrieben von den Eltern. Norman „Chubby“ Chaney, der Joe Cobb ersetzte, Matthew „Stymie“ Beard, der nach und nach Allen „Farina“ Hoskins ersetzte, und Billie „Buckwheat“ Thomas, der wiederum Matthew Beard ersetzte, waren Gewinner größerer Wettbewerbe. Das Studio wurde auch außerhalb der Wettbewerbe mit Anfragen von Eltern bombardiert, die ihre Kinder in den Filmen sehen wollten.

## Geschichte

### Entstehung

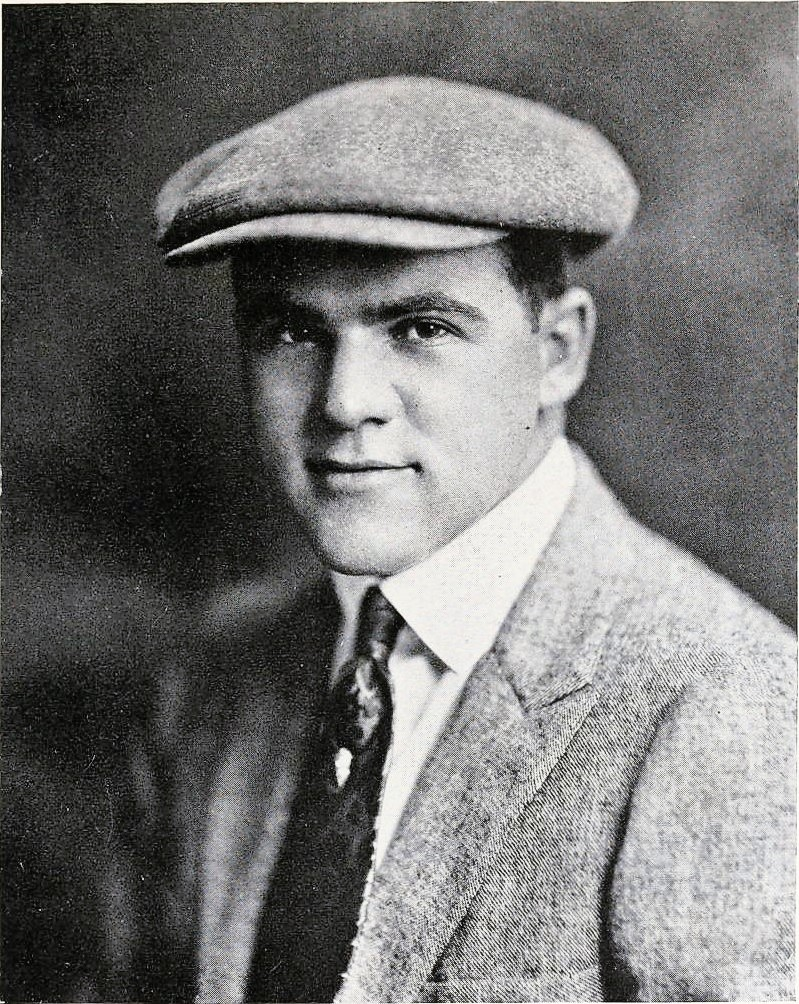
Hal Roach (1892–1992), Produzent der Kleinen Strolche, im Jahr 1920

Laut Hal Roach kam ihm die Idee zur Serie 1921, als er eine Kinderdarstellerin für einen seiner Filme begutachtete. Seiner Meinung nach war das Mädchen überschminkt und bei den Proben überansprucht worden. Nachdem das Mädchen und seine Mutter den Raum verlassen hatten, sah Roach aus dem Fenster und bemerkte in einem Holzhof auf der anderen Straßenseite einige Kinder, die in Streit geraten waren. Die Kinder hatten sich alle mit Holzstöcken aus dem Hof bewaffnet und das kleinste Kind hatte sich den größten Stock ausgesucht. Die großen Kinder versuchten es zu überreden, den Stock an den größten Jungen abzugeben. Nach etwa 15-minütiger Betrachtung der Szene dachte sich Roach, dass Kinder, die ganz wie sie selbst agieren, eine gute Ausgangsbasis für eine erfolgreiche Filmserie abgeben könnten. Allerdings hatte sein Rivale Mack Sennett bereits einige Jahre zuvor mehrere Kurzfilme um die heute vergessenen Keystone Kids produziert, die sich ebenfalls den Erlebnissen einer Kinderbande gewidmet hatten.
Unter der Aufsicht des Komikers Charles Parrott – besser bekannt als Charley Chase – begann dann die Arbeit am ersten Zweiakter einer „Kids-and-Pets“-Serie (Kinder und Tiere), die später im selben Jahr in Hal Roach’s Rascals umbenannt wurde. Fred C. Newmeyer, der Regisseur Harold Lloyds, war zuständig für die erste Version des Pilotfilms mit dem Titel Our Gang, doch Roach verwarf dessen Umsetzung und wollte einen anderen Regisseur. Parrott schlug ihm den früheren Feuerwehrmann Robert F. McGowan vor, der von Roach mit den neuen Dreharbeiten beauftragt wurde. Der Kurzfilm wurde in verschiedenen Kinos in der Nähe von Hollywood getestet und erlebte große Zustimmung, auch bei der Presse, die mehr „Our-Gang-Komödien“ forderte. Die Bezeichnung Our Gang sollte sich schließlich zum bekannteren Titel für die Serie entwickeln, die auf den Eintrittskarten zunächst als „Our Gang Comedies: Hal Roach presents His Rascals in…“ angekündigt worden war. Bis 1932 waren offiziell beide Namen, Our Gang und Hal Roach’s Rascals, in Gebrauch, bevor die Serie unter Our Gang allein weitergeführt wurde.
Die erste Besetzung der Serie entsprang den Vorschlägen der Studio-Mitarbeiter: Ernie „Sunshine Sammy“ Morrison hatte bereits in Filmen anderer Roach-Komiker mitgewirkt und war der erste afroamerikanische Schauspieler in der Geschichte Hollywoods, der einen langfristigen Vertrag bekam; Mary Kornman war die Tochter von Roachs Standfotograf Gene Kornman, Mickey Daniels war der Neffe des ehemaligen Roach-Stars Bebe Daniels; Allen „Farina“ Hoskins, Jack Davis, Jackie Condon und Joe Cobb waren Kinder von Freunden. Die meisten der frühen Filmaufnahmen entstanden vor Ort im Außengelände, und auch einige Tiere nahmen an den Aufnahmen teil, so unter anderem das Maultier Dinah, das Jahre später noch mit Laurel und Hardy in Zwei ritten nach Texas spielen sollte.
Am 10. September 1922 veröffentlichte Roachs Verleiher Pathé als ersten Kurzfilm One Terrible Day, der als vierter gedreht worden war: Die Gang stellt hier die Wohltätigkeits-Party einer versnobten und bigotten alten Dame aus der High Society auf den Kopf.

### Die „Ur-Gang“
Mittelpunkt der Serie war ursprünglich der schwarze Ernie (Ernest Morrison), um den herum sich die Geschichten entwickelten. In der Frühphase der Serie wechselten die Rollennamen der Kinder von Folge zu Folge, so agierte Ernie unter anderem unter dem Namen Booker T. Bacon. Später bekamen die Figuren feste Namen, häufig den echten Namen des Kinderdarstellers. Auch teilweise vermenschlichte Tiere standen noch weit mehr im Mittelpunkt als später, bekamen dann aber schnell eine eigene Kurzfilmreihe namens Dippy Doo Dads. Bereits Ende des ersten Jahres rückte der sommersprossige Mickey (Mickey Daniels) als Anführer der Gang in den Mittelpunkt und Morrison verließ die Serie Mitte 1924 mit zwölf Jahren. Weitere wichtige Mitglieder der Anfangszeit waren die liebreizende „Leading Lady“ Mary (Mary Kornman), der übergewichtige Joe (Joe Cobb), der eigenwillig frisierte Jackie (Jackie Condon) und das kleinste Kind im Bunde, der schwarze Farina (Allen Hoskins).
Farina, über dessen tatsächliches Geschlecht in den Stummfilmen Unklarheit herrschte, entwickelte sich schnell zum Publikumsliebling und Darsteller Allen Hoskins zum populärsten schwarzen Kinderstar der 1920er Jahre überhaupt. Dies schlug sich auch in seiner Gage nieder, die höher als die der anderen Kinder war. Hoskins blieb der Serie bis Anfang der 1930er Jahre verbunden und spielte in über 100 Our-Gang-Filmen, mehr als jeder andere Darsteller. Die beiden ältesten Kinder, Mickey und Mary, wurden oftmals als „romantisches Pärchen“ zusammen eingesetzt. In der ebenfalls von Roach produzierten Teenager-Serie The Boy Friends spielten Mickey Daniels und Mary Kornman Anfang der 1930er Jahre abermals zusammen.

### Übergangsphase und Verleihwechsel
Nachdem Daniels und Kornman zu groß geworden waren und die Serie kurz hintereinander verlassen hatten, gab es von Ende 1926 bis in die frühe Tonfilmzeit Schwierigkeiten, an den bisherigen Qualitätsstandard anzuknüpfen. Es fehlte ein überzeugender Anführer der Gang, Ideen wiederholten sich, zudem litt Regisseur Robert F. McGowan unter einer langwierigen Erkrankung. Er übergab den Regiestuhl zeitweise an seinen Neffen Robert A. McGowan, der in den Film-Credits als Anthony Mack auftauchte und dessen Regiearbeiten allgemein als schlechter im Vergleich zu denen seines Onkels angesehen werden.
Zu den neuen Gesichtern der Serie im Jahr 1927 gehörten der erst zweijährige Bobby „Wheezer“ Hutchins und Jean Darling als Mary Kornmans Nachfolgerin. Für Mickey Daniels gab es mit Jay R. Smith (bereits seit 1926 dabei) und dem eher rüpeligen Harry Spear gleich doppelten sommersprossigen Ersatz. 1928 kam mit der draufgängerischen Mary Ann Jackson weitere Verstärkung hinzu, die einen starken Kontrast zu Jean Darling bzw. zu den eher puppenhaften Heldinnen der Serie insgesamt bildete. Mit ihrem komödiantischen Talent war sie Mittelpunkt mehrerer Folgen der ausgehenden Stummfilmzeit.
Zudem wurde eine neue Figur auf vier Pfoten eingeführt: Nachdem in der Serie zuvor verschiedene Hunde mitgewirkt hatten, legten sich die Our-Gang-Kinder 1927 Petey the Pit bzw. Pete the Pup zu. Dieser Hund mit seinem mal ums linke, mal ums rechte Auge geschminkten schwarzen Ring wurde berühmt. Er war der erste Hund der neuen amerikanischen Hunderasse Staffordshire Terrier, der beim American Kennel Club registriert wurde. In späteren Jahren kamen seine Kinder und Enkelkinder in der Rolle des Pete zum Einsatz.
In dieser Phase beendete Roach auch die Zusammenarbeit mit seinem Verleiher Pathé und wechselte zur neu gegründeten Metro-Goldwyn-Mayer, die im September 1927 ihren ersten Film der Serie veröffentlichte. Der Wechsel zu MGM bot Roach ein größeres Budget für seine Produktionen und vor allem die Möglichkeit, seine Kurzfilme zusammen mit den großen Studioproduktionen aufgeführt zu sehen.

### Erste Jahre im Tonfilm
Bereits 1928 wurden einige Kurzfilme im Nadeltonverfahren produziert, ausgeliefert mit Schallplatten, die eine annähernd synchronisierte Ton- und Musikuntermalung ermöglichten. Im Frühling 1929 wurden die Bühnen der Roach-Studios auf Tonproduktionen umgestellt und im April 1929 erschien der erste Our-Gang-Tonfilm mit dem passenden Titel Small Talk. Es dauerte ein ganzes Jahr, bis sich sowohl der Stab als auch die Kinder an die neue Produktionsweise gewöhnt hatten. In den Jahren 1929/1930 sprangen aus der Riege die bedeutenden Kinder Joe Cobb, Jackie Condon, Jean Darling, Jay R. Smith und Harry Spear ab; teilweise weil diese nicht mit dem neuen Medium Tonfilm arbeiten konnten oder wollten.
1930 war das Jahr, in dem die Serie zu alter Stärke zurückfand, dank eines Ensembles, das dem der Anfangsjahre ebenbürtig war und es zahlenmäßig sogar übertraf: Die wichtigsten Gang-Mitglieder der frühen Tonfilmzeit waren Allen „Farina“ Hoskins, Bobby „Wheezer“ Hutchins und Mary Ann Jackson, ferner die Neuzugänge Matthew „Stymie“ Beard, Norman „Chubby“ Chaney, Dorothy DeBorba sowie Jackie Cooper, der bald nach seinem Eintritt in die Serie für eineinhalb Jahre im Mittelpunkt stehen sollte. In mehreren Filmen mit Cooper spielte auch die hübsche junge Lehrerin Miss Crabtree eine wichtige Rolle, die von June Marlowe dargestellt wurde. Nach ihrem Abschied übernahmen später noch Mary Kornman – das Mitglied der Kleinen Strolche aus den 1920er Jahren – und Rosina Lawrence ähnliche Rollen. Der Film Teacher’s Pet (1930) brachte den Kurzfilmen auch eine wiederkehrende Titelmelodie, Good Old Days, komponiert von Leroy Shield.
Nachdem Mitte 1931 wieder etliche wichtige Kinder die Gang verlassen hatten, darunter mit Farina das letzte verbliebene Mitglied der Anfangszeit, stellte dies abermals ein Problem dar. Der schwarze Stymie ersetzte Farina, war allerdings im Gegensatz zu seinem phlegmatischen Vorgänger deutlich aufgeweckter und schlagfertiger. Mit George „Spanky“ McFarland als Kleinkind und Dickie Moore als Anführer gesellten sich weitere neue Hauptdarsteller hinzu. Im Kurzfilm Readin’ and Writin’ war einmalig Kendall McComas in der Rolle von Lausbub Breezy Brisbane die Zentralfigur, der ansonsten nur noch Nebenrollen in der Serie hatte. Während Dickie Moore wie sein Vorgänger Jackie Cooper nach nur einem Jahr verschwand, um erfolgreich Langfilme zu drehen, entwickelte sich der Darsteller von Spanky nach und nach zum berühmtesten Kinderdarsteller der gesamten Serie. George McFarland trat dann auch in vielen weiteren Filmproduktionen außerhalb der Serie auf und sorgte durch verstärktes Auftauchen in den Serien-Zusatzprodukten für weitere Einnahmequellen. Sein typischer Ausspruch „Okey-dokey!“ beziehungsweise „Okey-doke!“ wurde berühmt und ist noch heute verbreitet.

### Regisseurwechsel und Konsolidierung
1933 verließen Bobby Hutchins und Dorothy DeBorba die Serie. Auch der langjährige Erfolgsregisseur Robert F. McGowan warf am Ende dieses Jahres das Handtuch, nachdem Roach ihn bereits mehrmals zum Bleiben hatte überreden müssen. McGowan war unter anderem vom Verhalten der Eltern der Kinderdarsteller genervt, welche sich im ständigen Streit um die besten Rollen für ihr jeweiliges Kind befanden. Die Regie ging an den aus Frankfurt am Main stammenden Gus Meins über, dessen erster Film Hi'-Neighbor! (1934) in Zusammenarbeit mit Regieassistent Gordon Douglas entstand. Die Filme von Meins waren weniger verrückt und improvisationsfreudig als die seines Vorgängers und enthielten erstmals das für die Serie später so wichtige Element der Musik- und Gesangsnummern. Im Zentrum der Filme von 1934 war der nur in diesem Jahr mitspielende Wally Albright als Wally, während Spanky McFarland, der in den beiden Jahren zuvor Hauptdarsteller mehrerer Filme gewesen war, sich plötzlich mit der Sidekick-Rolle begnügen musste. McFarland und Neuzugang Scotty (Scotty Beckett) bildeten nun vorübergehend ein Duo, das im Hintergrund trockene Kommentare zu den Aktionen der älteren Kinder abgab und so an eine frühkindliche Version von Waldorf und Statler erinnerte.
Im Laufe des Jahres 1935 stießen nach und nach mehrere wichtige Kinderdarsteller hinzu, so dass die Serie bald über ihre beständigste und im Nachhinein wohl auch bekannteste Besetzung verfügte. Spanky rückte wieder in den Mittelpunkt und übernahm die Rolle des Anführers, während Neuzugang Carl Switzer alias Alfalfa als vom Schicksal geplagtes Möchtegern-Gesangstalent ihm bald die Starrolle streitig machte. Der schwarze Billie Thomas als Buckwheat wurde zum legitimen Nachfolger von Farina und Stymie. Obwohl männlichen Geschlechts, war er ursprünglich als Schwester des Letzteren besetzt worden und durfte erst jetzt, nach Stymies Abgang im Jahr 1935, Junge sein. Zum wahrscheinlich bekanntesten weiblichen Gesicht der Serie wurde die süße, aber flatterhafte Darla (Darla Hood), die im Gegensatz zu Alfalfa tatsächlich singen konnte. Eugene Lee in der Rolle von Buckwheats Kumpel Porky vervollständigte das Quintett der wichtigsten Akteure. 1937 gesellte sich dann noch Rüpel Butch hinzu, der von Tommy Bond gespielt wurde, der schon einige Jahre zuvor in einigen Our-Gang-Filmen mitgewirkt hatte. Als Butchs Handlanger Woim (= Wurm) war Sidney Kibrick zu sehen. 1938 erhielt Alfalfa mit Waldo (Darwood Kaye) neben Butch einen zweiten Nebenbuhler um die Gunst Darlas.

### Die letzten Roach-Jahre
Nach 1934 begannen die Kinobesitzer vermehrt die zwanzigminütigen Vorfilme abzusetzen, zu denen in den Roach-Studios außer denen von Our Gang auch die von Laurel und Hardy gehörten. Man zeigte stattdessen zunehmend lieber zwei komplette Langfilme als Double Feature. Laurel und Hardy wechselten daraufhin Mitte der 1930er Jahre erfolgreich vom Kurz- zum Langfilm, während Kurzfilm-Komiker Charley Chase das Studio wechseln musste. Bei Our Gang bestand der Verleiher MGM auf weiteren Kurzfilmen, allerdings fortan nicht mit der bisherigen Dauer von 20 oder 15 Minuten, sondern in Form von Einaktern.
Der erste dieser etwa 10-minütigen, routinierter wirkenden Kurzfilme war im August 1936 Bored of Education, in dem Spanky und die anderen Kinder die Schule schwänzen wollen, aber von ihrer Lehrerin erwischt werden. Er stellte innerhalb der Serie das Regiedebüt von Gordon Douglas dar, der den nach einem Streit entlassenen Gus Meins ablöste. Bored of Education brachte Douglas prompt einen Academy Award in der Kategorie Best Live-Action Short Film ein: Es blieb der einzige Oscar für die Kleinen Strolche. In den Einaktern war kein Platz mehr für den Hund Pete the Pup, der nun zunehmend aus der Serie verschwand. Dafür tauchte hier erstmals der „He-Man Women Haters Club“ („Mädchenhasser-Club“) auf, außerdem wurden musikalische Einlagen noch wichtiger für die Serie.
Ende 1936 kam unter der Regie von Gordon Douglas und Fred C. Newmeyer mit General Spanky der einzige Our Gang-Langfilm in die Kinos, der sich jedoch mehr auf die Erwachsenen in der Geschichte konzentrierte als auf die Abenteuer der Kinder und an den Kinokassen ein Misserfolg wurde. Mit Our Gang Follies of 1938, dessen Titel auf die erfolgreiche Musikkomödie Broadway Melody of 1938 anspielt, produzierte Roach 1937 auch noch einen weiteren und letzten Zweiakter. Nachdem die Einnahmen aus den Filmen immer weiter zurückgegangen waren und eine Fortführung der Reihe für ihn nicht mehr profitabel erschien, verkaufte Roach im Mai 1938 schließlich alle Rechte der Our-Gang-Serie an MGM, inklusive der Namensrechte und der Verträge mit den Schauspielern, Drehbuchautoren und Regisseuren.

### Die MGM-Phase
Die von MGM produzierten, in der fiktiven Stadt Greenpoint angesiedelten Einakter wurden vom Publikum und auch von den Filmkindern selbst eher schlecht angenommen. Kritisiert wurden der moralisierende Tonfall der Filme sowie der Mangel an den für die Serie bis dahin wesentlichen und typischen Slapstick-Gags. Nach nur zwei Filmen für MGM war Gordon Douglas zu Hal Roach zurückgekehrt und MGM begann, die Serie als Training für Nachwuchsregisseure von Langfilmen zu nutzen: George Sidney, Edward Cahn, Herbert Glazer und Cyril Endfield. Fast alle der 52 von MGM produzierten Filme wurden von Hal Law und dem früheren Junior-Regisseur Robert A. McGowan (= Anthony Mack) geschrieben. Letzterer tauchte dort aber nicht mehr unter seinem Pseudonym auf, was bei den Filmbesuchern über Jahrzehnte zur Konfusion führte, ob er und der ältere Regisseur gleichen Namens ein und dieselbe Person seien.
Die Darsteller von Alfalfa, Spanky und Buckwheat wurden für die Einakter weiterverpflichtet, bis sie zu Teenagern herangewachsen waren. Porky schied im Jahr 1939 aus, Butch, Waldo und Alfalfa hintereinander 1940, und Darla im folgenden Jahr. Der mittlerweile 14-jährige Spanky McFarland verweilte in der Serie bis Ende 1942 als Anführer. Bis zum Schluss blieb Buckwheat als letzter Darsteller aus der Hal-Roach-Zeit, ebenso der wichtigste Neuzugang der MGM-Phase, der 1940 hinzugekommene Froggy (Billy Laughlin). Nachdem 1942 und 1943 sechs von dreizehn der Kurzfilme nicht einmal die Produktionskosten hatten einspielen können, wurde die Serie nach 22 Jahren mit der Folge Dancing Romeo am 20. April 1944 eingestellt.

## Spätere Verwertung der Serie

### Wiederaufführung der Roach-Filme in den 1950er Jahren
Als Hal Roach die Rechte an MGM verkaufte, hielt er sich ein Rückkaufsrecht offen, unter dem Vorbehalt, keine weiteren Kinderfilme in der Art von Our Gang zu produzieren. Mitte der 1940er Jahre entschloss er sich jedoch, den Our-Gang-Stil neu aufleben zu lassen, und verwirkte seine Rechte, indem er zwei Cinecolor-Filme produzierte, die weder bei Kritik noch Publikum ein Erfolg wurden: Curley (1947) und Who Killed Doc Robbin (1948, eine Anspielung auf den Kinderreim „Who killed Cock Robin?“, dessen Geschichte von verschiedenen Regisseuren seit 1903 mehrfach verfilmt worden ist.)
Nach diesen Flops zog es Roach vor, sich der Wiederveröffentlichung seiner alten Our-Gang-Filme zu widmen. 1949 erlaubte ihm MGM, seine Rechte an den Filmen von 1927 bis 1938 zurückzukaufen, unter der Vorgabe, dass das MGM-Logo sowie die Bezeichnung Our Gang aus den Filmen entfernt würden. Roach brachte daraufhin die Filme ab 1952 bei Monogram unter dem neuen Titel The Little Rascals heraus.

### Fernsehdebüt
Unter dem Titel The Little Rascals wurden die Kurzfilme ab 1955 auch im Fernsehen verbreitet und erlebten so eine erneute Popularität. Ab 1956 ließ MGM ihre eigenen Filme unter dem Titel Our Gang ebenfalls im Fernsehen ausstrahlen. 1960/1961 waren etliche Stummfilme mit der Gang Bestandteil der Serie Mischief Makers, für die sie auf etwa die Hälfte ihrer Laufzeit zusammengestutzt wurden, während die Zwischentitel zwei kindlichen Erzählern weichen mussten. 1964 erhielt der neue Verleiher King World Entertainment die Fernsehrechte an The Little Rascals. Die Serie bildete den Grundstein auf dessen Weg zum weltgrößten Fernsehfilm-Verleiher. Ihr deutschsprachiges TV-Debüt erfuhren die Kurzfilme erst 1967.

### Video/DVD
In den USA erschienen 1994 insgesamt 22 Little-Rascals-VHS-Videokassetten, die alle 80 Hal-Roach-Tonfilme ungekürzt und restauriert enthalten sowie fünf der Stummfilme. Im Jahr 2000 wurden diese auch auf DVD veröffentlicht. MGM hat den Kinofilm General Spanky sowie MGM-Kurzfilme auf VHS veröffentlicht. 2011 erschienen alle 52 MGM-Kurzfilme in einer 5-DVD-Box. Es gibt auch einige inoffizielle Sammlungen mit Our-Gang- und Little-Rascals-Filmen, die heute „Public domain“ sind.
In Deutschland erschienen 1995 einige Schwarz-Weiß-Folgen der alten ZDF-Synchronisierung auf Video. Zudem wurde die neue kolorierte Fassung auf DVD veröffentlicht. Seit 2009 gibt es auf Deutsch Zusammenstellungen mit Filmen aus den Jahren 1927–1929 (Stummfilme), 1930–1934 und 1935–1938 auf insgesamt acht DVDs im Handel.

### Aktuelle Rechtslage
Aktuell sind die Rechte an den Filmen zersplittert. Sonar Entertainment besitzt die Kino- und Videorechte an den Our-Gang-Kurzfilmen der Roach-Ära. Die von MGM produzierten Our-Gang-Kurzfilme und Roachs Langfilm General Spanky befinden sich derzeit im Besitz von Turner Entertainment. King World hat weiterhin die Fernsehrechte für die Little-Rascals-Serie, die sich überwiegend aus den Roach-Tonfilmen zusammensetzt und dabei sowohl die Schwarz-Weiß-Filme wie auch einige nachkolorierte Filme beinhaltet. Die Stummfilme bis einschließlich 1926 sowie die Filme Playin’ Hookey, School’s Out, Bear Shooters, Our Gang Follies of 1938 und Waldo’s Last Stand sind heute gemeinfrei.

## Vermächtnis und Einfluss

### Würdigungen
Die Figuren der Serie sind noch heute bekannte amerikanische Kultur-Ikonen und die bekanntesten wie Alfalfa, Spanky, Buckwheat und Darla können oft bereits an ihren Rollennamen erkannt werden. Dennoch fallen die bisherigen offiziellen Würdigungen von Serie, Darstellern und weiteren Mitarbeitern eher schmal aus.
- 1937 erhielt Bored of Education als einziger Film der Reihe einen Oscar als Bester Kurzfilm.
- 1960 bekam Jackie Cooper einen Stern auf dem Hollywood Walk of Fame, dessen Filmschaffen sich jedoch größtenteils abseits der Kleinen Strolche in Filmen wie Skippy, Der Champ, Die Schatzinsel (1934) und Rache für Jesse James abgespielt hatte.
- 1984 wurde dem damals 92-jährigen Hal Roach von den Our-Gang-Darstellern George McFarland und Jackie Cooper ein Ehrenoscar übergeben, der sich allerdings nicht nur auf die Kleinen Strolche, sondern auf das komplette filmische Werk des Produzenten bezog.
- 1994 erhielt George „Spanky“ McFarland posthum einen Stern auf dem Hollywood Walk of Fame.
- 2004 wurde der Kurzfilm Pups is Pups (1930) von der amerikanischen Library of Congress als „kulturell wertvoll“ eingestuft und in das nationale Filmarchiv mit aufgenommen.

### Offizielle Our-Gang-Ableger
Ab 1937 wurde Our Gang auch als Comic-Serie lizenziert und erschien unter anderem in England in der Heftreihe The Dandy, gezeichnet von Dudley D. Watkins. Die Comicstrips endeten 1947, drei Jahre nach dem Ende der Kurzfilmserie.
Ab 1942 erschienen auch in den USA Geschichten in einer eigenen Heftreihe namens Our Gang Comics. Das vom Verlag Dell herausgegebene Heft beinhaltete auch Comics mit Barney Bear und Tom und Jerry und wurde schließlich 1949 in Tom and Jerry Comics umbenannt.
1978 zeigte das US-amerikanische Fernsehen den animierten Weihnachtsfilm The Little Rascals Christmas Special mit den Stimmen der Originalschauspieler Matthew „Stymie“ Beard und Darla Hood. Von 1982 bis 1984 setzten Hanna-Barbera die Animationen für den Sender ABC im Vormittagsprogramm fort.
1994 brachten Amblin Entertainment und Universal Pictures einen neuen Film in die Kinos, Die kleinen Superstrolche (The Little Rascals), der einige Szenen der klassischen Serie wieder aufgriff. Unter den erwachsenen Schauspielern spielten in Nebenrollen Donald Trump, Whoopi Goldberg und Mel Brooks, zudem hatten die Olsen-Zwillinge einen Gastauftritt. Der Film war ein kleiner Erfolg und spielte immerhin über 51 Millionen Dollar wieder ein.
2014 erschien der B-Film The Little Rascals Save the Day mit Doris Roberts und Greg Germann auf DVD. Der Film wurde von Universal „Direct-to-Video“ produziert.

### Nachahmer
Nach dem Erfolg von Our Gang wurden von konkurrierenden Studios ebenfalls verschiedene Kurzfilmserien mit Kindern herausgebracht. Diese erreichten zwar nie die Popularität des Originals, brachten es teilweise aber doch zu einigem Erfolg. Zu den Nachahmern gehörten:
- die New York Kiddie Troupers (Fox, etwa 1924) mit dem späteren Komiker-Star Eddie Bracken
- die Serie Hey Fellas! (First Division Pictures, 1925) mit Mickey Daniels’ Bruder Cliff und Zwischentiteln von Pinto Colvig.
- die auf dem gleichnamigen Comicstrip basierenden Buster-Brown-Filme (1925–1929) der Universal Studios mit Arthur Trimble, aus denen man für Our Gang den Hund Pete the Pup sowie später den Regisseur Gus Meins übernahm.
- die Serie Big Boy (Jack White / Educational Pictures, 1925–1929) mit Malcolm Sebastian, der anschließend einen kleinen Auftritt im Our-Gang-Kurzfilm Shivering Shakespeare hatte.
- die McDougall Alley Kids (1926–1928) aus den normalerweise Animationsfilme produzierenden J. R. Bray Studios
- die bis in die Tonfilmzeit erfolgreichen Mickey-McGuire-Filme (FBO / RKO, 1927–1934), basierend auf Fontaine Fox’ Comicstrip Toonerville Folks, mit Jungstar Mickey Rooney und dem späteren Our-Gang-Mitglied Kendall McComas.
- die Baby Burlesks (Educational Pictures, 1932–1933) mit Kinderstar Shirley Temple, z. B. in War Babies

Anfang der 1960er Jahre wurden Episoden der Reihen Mickey McGuire, Buster Brown und Hey Fellas! ironischerweise neben Stummfilmen mit der Gang innerhalb der Fernsehserie Mischief Makers gezeigt.
In späteren Jahren behaupteten verschiedene Schauspieler immer wieder, bei den Originalfolgen von Our Gang mitgewirkt zu haben. Die offizielle Biografie von Eddie Bracken wurde sogar dahingehend geändert, dass er statt bei den Kiddie Troupers bei Our Gang mitgewirkt haben soll (über diese Änderung war er selbst offenbar nicht informiert worden, zumindest dementierte er die Behauptung).
Unter den Hochstaplern befand sich ein Jack Bothwell, der selbst in der Sendung To Tell The Truth („Sag die Wahrheit“) bei der Behauptung blieb, er sei als Freckles in der Serie dabei gewesen. In der oben erwähnten Serie Mischief Makers mit ihren bearbeiteten Our-Gang-Stummfilmen wurde tatsächlich ein Gang-Mitglied Freckles genannt, allerdings der von Jay R. Smith dargestellte Charakter.
Im Jahr 1990 behauptete der Lebensmittelhändler Bill English aus Arizona in einer amerikanischen Nachrichtensendung, als Kind Buckwheat gespielt zu haben. George McFarland wurde auf Englishs Behauptung aufmerksam und konfrontierte den Mann später im Fernsehen damit, dass er ein Betrüger und der echte Buckwheat bereits seit zehn Jahren tot sei. Anschließend gab es eine öffentliche Entschuldigung seitens der Nachrichtensendung, eine verantwortliche Produzentin wurde entlassen und der Sohn von Billie „Buckwheat“ Thomas erstattete Anzeige gegen English.

### Hommagen
Zudem gibt es eine Reihe augenzwinkernder Hommagen: Wiederholt auf die kleinen Strolche Bezug genommen wird zum Beispiel in der Buch- und Hörspielreihe Die drei ???. Einer der Protagonisten, Justus Jonas, sei als kleiner Junge Darsteller in dieser Fernsehserie gewesen. An mehreren Stellen wird der Titel Die kleinen Strolche auch genannt, allerdings sind die Namen der Rollen ausgetauscht. So hieß die Rolle von Justus Jonas „Pummelchen“ („Baby Fatso“), die in der Original-Serie nicht vorkommt. Auch bei den Simpsons (Episode Filmstar wider Willen) wird erwähnt, dass Wirt Moe früher mal Darsteller in der Serie gewesen sei. In der Serie King of Queens berichtet der greise Arthur Spooner von seinem Mitwirken in der Serie in seiner Jugend.
Eine Reihe von Gruppen, Gesellschaften und andere haben sich von der Serie in ihrer Namensgebung inspirieren lassen. So gab es zum Beispiel auch eine Folk-Rockgruppe Spanky and Our Gang, die außer dem Namen allerdings nichts mit der Serie zu tun hatte. Außerdem gibt es eine ganze Reihe von unautorisierten Little-Rascals- oder Our-Gang-Restaurants in den USA.

## Darstellung von Schwarzen in der Serie
Die Serie ist bekannt dafür, dass erstmals Schwarze und Weiße zusammen gleichberechtigt Seite an Seite spielten, obwohl dies, auch von Schwarzen selbst, mit Unbehagen betrachtet wurde. Die vier schwarzen Kinderschauspieler waren Ernie Morrison, Allen „Farina“ Hoskins, Matthew „Stymie“ Beard und Billie „Buckwheat“ Thomas. Ernie Morrison war tatsächlich der erste schwarze Schauspieler in der Geschichte Hollywoods, der einen langfristigen Vertrag bekam, und damit auch der erste schwarze Star überhaupt in Hollywood.
Die Darstellung der Schwarzen in der Serie entsprach den in den Komödien dieser Zeit gängigen Klischees: Sie hatten Angst vor Gespenstern, waren abergläubisch und so schreckhaft, dass ihnen die Haare zu Berge standen oder sie „totenbleich“ wurden (entweder so geschminkt oder das Bild wurde einfach mit einem Filmtrick aus dem Negativ ersetzt). Ferner zeigten sie großes Interesse an Wassermelonen, waren dem Glücksspiel zugetan, erwähnten des Öfteren, dass sich ihr Vater im Gefängnis befinde, und sprachen dabei ein grammatikalisch sehr eigenwilliges (Pidgin-)Englisch. Eddie Murphy parodierte dies später in verschiedenen Folgen von Saturday Night Live im US-amerikanischen Fernsehen.
Als Erwachsene befürworteten Ernie Morrison, Matthew Beard und Billie Thomas später die Serie und betonten, dass diese durch die einfache Handlung keineswegs zu rassistisch war, sondern die Integration erleichterte. Sie wiesen darauf hin, dass die weißen Darsteller ebenso stereotypisch eingesetzt wurden, so als „sommersprossiges Kind“, als „fettes Kind“, als das „schöne blonde Mädchen“ usw. „Wir waren einfach eine Gruppe von Kindern und hatten unseren Spaß“, erinnerte sich Beard, und Morrison sagte über Hal Roach: „Wenn es um die Rasse ging, war der Mann farbenblind.“

## „Die kleinen Strolche“ im deutschsprachigen Raum
| Figur             | Darsteller       | Deutscher Sprecher                           |
| ----------------- | ---------------- | -------------------------------------------- |
| Alfalfa           | Carl Switzer     | Caroline Combrinck                           |
| Buckwheat         | Billie Thomas    | Benjamin Krause                              |
| Tommy/Butch       | Tommy Bond       | Butz Combrinck (#1) David Lütgenhorst (#2)   |
| Darla             | Darla Hood       | Katharina Iacobescu                          |
| Stymie            | Matthew Beard    | Caroline Combrinck                           |
| Porky             | Eugene Lee       | Johannes Malzkorn (#1) Elisabeth Dütsch (#2) |
| Scotty            | Scotty Beckett   | Katrin Malzkorn (#1) Annika Köhler (#2)      |
| Spanky            | George McFarland | Benedikt Gutjan (#1) Teresa Kothe (#2)       |
| Waldo             | Darwood Kaye     | Tobias Xu                                    |
| Woim              | Sidney Kibrick   | Thomas Kempf                                 |
| Stummfilmsprecher | —                | Jürgen Scheller                              |

Bis zur Verhängung der Importsperre von ausländischen Filmen (1941–1945) wurden einige Folgen von Die kleinen Strolche auch in Deutschland im Kino aufgeführt. 1967 wurden Die kleinen Strolche im ZDF zum ersten Mal als eigene Sendereihe im deutschen Fernsehen gezeigt. Dabei wurden zumeist zwei bis drei Kurzfilme zu einer ca. 25-minütigen Folge zusammengeschnitten. Bei den Stummfilmen kam Jürgen Scheller als Sprecher zum Einsatz, wobei er zusätzlich mit verstellter Stimme mehrere Rollen „synchronisierte“. In den 1970er Jahren änderten sich Vor- und Abspann, die nunmehr der Serie Mischief Makers (mit einer Tricksequenz von Gene Deitch Associates) entnommen waren, während das dazugehörige Titellied musikalisch stark bearbeitet und eingedeutscht wurde („Auf die Plätze, fertig, los! Omas Stiefel sind zu groß! Hipp hipp juchhe hurra, jetzt sind wir wieder da …“).
2002 wurden 53 Tonkurzfilme der Jahre 1930 bis 1938 koloriert und neu synchronisiert. Die deutsche Erstausstrahlung dieser kolorierten Fassungen erfolgte im KI.KA innerhalb der Sendung Blaubär & Blöd. Teilweise wurden die neuen Fassungen zensiert, zum Beispiel beim Film Die Schule ist aus! (School’s Out, 1930): Im Original erzählt Chubby, dass er von seinem Vater verhauen worden sei und deswegen nicht neben der Lehrerin im Auto sitzen könne. In der deutschen Synchronfassung sagt er nur, dass er lieber stehen möchte, ohne den Grund dafür zu nennen. Auch Geräusche wurden neu synchronisiert: So haben z. B. die Töne, die in der Episode Überraschung zum Geburtstag vom Backofen und der Torte ausgehen, nicht annähernd die komische Durchschlagskraft wie die des Originals Birthday Blues (1932).

## Our-Gang-Darsteller

### Allgemeines zu den Kinderdarstellern
Die Kinder, die in den Our-Gang-Filmen mitgewirkt hatten, erhielten keinerlei finanzielle Beteiligung an Wiederholungen der Serie oder Produkten, die mit ihrem Konterfei verkauft wurden. Das einzige Gehalt war das, das sie während der Produktion der Filme wöchentlich erhalten hatten und das sich zwischen 40 und 300 Dollar bewegt hatte (letzteres aber nur für die Darsteller der Starrollen wie Farina, Spanky und Alfalfa). Die bekanntesten Gesichter der Serie hatten zudem aufgrund der starken Assoziation mit ihren Rollen später große Schwierigkeiten, neue Angebote zu bekommen.
Eine für die Stars typische Karriere hatte Carl „Alfalfa“ Switzer, der 1940 als Dreizehnjähriger aus der Reihe ausstieg, danach aber nur einige Rollen als Nebendarsteller in Filmen wie Der Weg zum Glück (an der Seite des von ihm oft parodierten Bing Crosby) oder Ist das Leben nicht schön? ergattern konnte. Sein undiszipliniertes Verhalten sowie die Verbindung zur Rolle des Alfalfa verhinderten größere Parts. Einen in den Credits unerwähnten Auftritt hatte er 1956 in Die zehn Gebote und einen letzten 1958 in dem Drama Flucht in Ketten.
Eine Ausnahme von der typischen Laufbahn war Jackie Cooper, der 1931 für den Oscar nominiert wurde und eine lange Karriere in Film und Fernsehen vorzuweisen hat. Seine heute wohl bekannteste Rolle ist die des Perry White in den Superman-Filmen mit Christopher Reeve. Robert Blake hatte mit der Kriminalserie Baretta später ebenfalls einigen Erfolg als Erwachsener. Ernie Morrison überzeugte ab 1940 noch in 14 Folgen der Monogram-Filmserie East Side Kids in der Rolle des Scruno.

### Der „Our-Gang-Fluch“
Spätere tragische Lebensumstände bei einem hohen Anteil der Kinder haben zu dem Mythos beigetragen, dass ein Fluch auf den Darstellern der Kleinen Strolche laste. Viele der Schauspieler starben schon in jungen Jahren oder zumindest relativ früh: Billy „Froggy“ Laughlin wurde mit 16 Jahren Opfer eines Verkehrs-, Bobby „Wheezer“ Hutchins mit 20 Opfer eines Flugzeugunfalls.
Norman „Chubby“ Chaney erlebte als einziger Darsteller das Ende der Serie 1944 nicht mehr, er starb 1936 als erster, unter anderem wegen seines hohen Gewichts, mit 21 Jahren. Clifton „Bonedust“ Young starb mit 33 Jahren bei einem selbstverschuldeten Hotelbrand, Darla Hood erlag mit 47 einem Herzversagen. Die drei bekanntesten afroamerikanischen Darsteller der Reihe, Buckwheat, Stymie und Farina, starben innerhalb eines Jahres zwischen 1979 und 1980 mit jeweils unter 60 Jahren.
Schlagzeilenträchtig war der Tod von Carl „Alfalfa“ Switzer, der 1959 im Alter von 31 Jahren aufgrund einer Geldangelegenheit bei einem Handgemenge getötet wurde. Switzers Bruder Harold, der ebenfalls in der Serie gespielt hatte, tötete 1967 seine Frau und später sich selbst. Auch weitere Darsteller der Serie wie Dorothy Dandridge und Kendell „Breezy Brisbane“ McComas begingen Suizid. Mehrere der Kinderdarsteller hatten Drogen- und Alkoholprobleme, etwa Matthew „Stymie“ Beard oder Scotty Beckett, die zudem beide wiederholt mit dem Gesetz in Konflikt gerieten. Beim Tod des Letzteren im Alter von 38 Jahren herrschte Unklarheit darüber, ob er den Folgen einer Schlägerei oder seines Alkoholmissbrauchs erlegen war.
Zu den tragischen Todesfällen in der jüngeren Vergangenheit zählen die Ermordung von Jay R. Smith durch einen von ihm aufgenommenen Obdachlosen im Jahr 2002 sowie der Tod durch Überfahren von Darwood „Waldo“ Kaye mit anschließender Fahrerflucht des Täters. Im selben Jahr wurde Robert Blake des Mordes an seiner Frau angeklagt. 2005 wurde er freigesprochen, jedoch strengten die Hinterbliebenen erfolgreich einen Zivilprozess an, in dem er für schuldig befunden und zu einem Schmerzensgeld von 30 Millionen Dollar verurteilt wurde.

### Die bekanntesten Figuren und ihre Darsteller
Spanky wurde gespielt von George McFarland (1932–1942). Der pausbäckige Junge mit der Baseballkappe ist sehr gewitzt und übernimmt bei den Kleinen Strolchen oft die Führungsrolle.
Alfalfa wurde gespielt von Carl Switzer (1935–1940). Sein optisches Markenzeichen ist eine aufrechtstehende Haartolle. Alfalfa ist der Pechvogel der kleinen Strolche, vergleichbar mit Charlie Brown bei den Peanuts. In den Geschichten gerät er oft mit Butch in Konflikte und zieht den Kürzeren.
Butch wurde gespielt von Tommy Bond (1937–1940). Er ist ein Schlägertyp und tyrannisiert gerne die kleineren Our-Gang-Kinder. Sein Lieblingsopfer ist allerdings Alfalfa.
Darla wurde gespielt von Darla Hood (1935–1941). Sie ist ein kleines Mädchen, für das viele der Kleinen Strolche schwärmen. Das führt oft zu Wettkämpfen unter ihnen, um Darla zu beweisen, wer der Beste ist.
Farina wurde gespielt von Allen Hoskins (1922–1931). Er ist ein schwarzer Junge mit Cornrows. Sein Markenzeichen ist seine Bedächtigkeit und langsame Aussprache.
Joey wurde gespielt von Joe Cobb (1923–1929). Er ist der fröhliche, aber etwas naive dicke Junge. Sein Markenzeichen ist eine Kappe (ähnlich derjenigen, die später auch Spanky trug).
Mickey wurde gespielt von Mickey Daniels (1922–1926). Der sommersprossige Frechdachs, dessen breites Grinsen oft genug abrupt durch Wutausbrüche beendet wurde, war anfangs der Anführer.
Stymie wurde gespielt von Matthew Beard (1930–1935). Das Markenzeichen Stymies war ein überdimensionierter Bowler, den er von Stan Laurel geschenkt bekommen hatte. Stymie ist ein recht eigenwilliger Charakter, der die Dinge gerne auf seine Weise betrachtet.

### Besetzung
Die folgende Liste enthält die regelmäßigen Darsteller sowie die Hauptdarsteller, eingeordnet nach der Zeit, in der sie der Serie beitraten.
Hal Roach Stummfilm-Periode
- Ernie „Sunshine Sammy“ Morrison (1922–1924; 28 Filme)
- Jack Davis (1922–1923; 19 Filme)
- Mickey Daniels (1922–1926; 49 Filme)
- Mary Kornman (1922–1926; 42 Filme)
- Jackie Condon (1922–1928; 78 Filme)
- Joe Cobb (1922–1929; 85 Filme)
- Allen „Farina“ Hoskins (1922–1931; 105 Filme)
- Jannie Hoskins (1923–1926, 1935; 24 Filme)
- Johnny Downs (1925–1927; 23 Filme)
- Clifton „Bonedust“ Young (1925–1931; 18 Filme)
- Scooter Lowry (1926–1927; 13 Filme)
- Jean Darling (1926–1929; 35 Filme)
- Jay R. Smith (1926–1929; 36 Filme)
- Bobby „Wheezer“ Hutchins (1926–1933; 58 Filme)
- Harry Spear (1927–1929; 31 Filme)
- Mary Ann Jackson (1927–1931; 32 Filme)
- Pete the Pup (1930–1938; 28 Filme)

Hal Roach Tonfilm-Periode
- Norman „Chubby“ Chaney (1929–1931; 18 Filme)
- Jackie Cooper (1929–1931; 15 Filme)
- Donald „Speck“ Haines (1930–1932; 15 Filme)
- Dorothy DeBorba (1930–1933; 24 Filme)
- Matthew „Stymie“ Beard (1930–1935; 36 Filme)
- Jerry Tucker (1931–1938; 18 Filme)
- Sherwood Bailey (1931–1932; 9 Filme)
- Kendall McComas (1932; 8 Filme)
- Dickie Moore (1932–1933; 8 Filme)
- John „Uh-Huh“ Collum (1932–1938; 26 Filme)
- Tommy Bond (1932–1934 als Tommy, 1937–1940 als „Butch“; 27 Filme)
- George „Spanky“ McFarland (1932–1942; 95 Filme)
- Wally Albright (1934; 6 Filme)
- Marianne Edwards (1934–1936; 7 Filme)
- Scotty Beckett (1934–1936; 15 Filme)
- Billie „Buckwheat“ Thomas (1934–1944; 92 Filme)
- Carl „Alfalfa“ Switzer (1935–1940; 61 Filme)
- Harold Switzer (1935–1940; 33 Filme)
- Darla Hood (1935–1941; 50 Filme)
- Eugene „Porky“ Lee (1935–1939; 43 Filme)
- Sidney „Woim“ Kibrick (1935–1939; 26 Filme)
- Darwood „Waldo“ Kaye (1937–1940; 21 Filme)
- Vincent Graeff (1937–1944; 10 Filme)

MGM-Periode
- Leonard Landy (1938–1941; 21 Filme)
- Robert Blake (1939–1944; 40 Filme)
- Billy „Froggy“ Laughlin (1940–1944; 29 Filme)
- Janet Burston (1940–1944; 16 Filme)

Das einzige heute noch lebende Mitglieder der „Kleinen Strolche“ ist Sidney Kibrick (Woim).

### Erwachsene Darsteller
Die wohl bekannteste erwachsene Darstellerin in den Our-Gang-Filmen war June Marlowe, die Anfang der 1930er Jahre als hübsche junge Lehrerin Miss Crabtree in gleich sechs Filmen eine wichtige Rolle spielte, ehe sie sich 1933 mit nur 30 Jahren aus dem Filmgeschäft zurückzog. Einige Jahre später spielte Rosina Lawrence eine ähnliche Rolle als Lehrerin Miss Lawrence. Im Mittelpunkt von Helping Grandma und Fly My Kite stand Margaret Mann als liebenswerte und fitte Omi. Das Theater- und Radio-Komikerpaar Treacy & Seabrook übernahm in zwei Filmen (Bedtime Worries und Wild Poses) die Rollen von Spankys Eltern. Dreimal als geplagter Familienvater besetzt war Johnny Arthur, am effektivsten in Anniversary Trouble. Auch Edgar Kennedy war als tollpatschiger Cop Kennedy in mehreren Our-Gang-Filmen zugegen, vor allem in When the Wind Blows (1930). Bei MGM spielten William Newell und Barbara Bedford in mehreren Episoden die Eltern von Alfalfa.

### Gastauftritte
Besonders in der Stummfilmzeit traten einige von Roachs Komiker-Stars in kleineren Rollen in den Our-Gang-Filmen auf. Zu nennen sind vor allem die Kurzfilme Dogs of War (1923), in dem Harold Lloyd und seine Leading Lady Jobyna Ralston sich selbst spielen; Jubilo, Jr. (1924), dessen Geschichte von Will Rogers in einer Rahmenhandlung erzählt wird; und Thundering Fleas (1926), der Auftritte von Oliver Hardy, James Finlayson und, in einem Insert, Charley Chase beinhaltet. In Seeing the World (1927) hat Stan Laurel einen Kurzauftritt als britischer Passant, der wahrscheinlich nachträglich eingebaut wurde, da Laurel sich später nicht daran erinnern konnte.
Der bekannteste Gastauftritt der Tonfilmzeit war der von Laurel und Hardy in Wild Poses (1933), in dem sie kurz als streitende Babys zu sehen sind. In derselben Episode wirkte auch der Charakterdarsteller Franklin Pangborn als hysterischer Fotograf mit. 1933 hatte James Finlayson einen Auftritt in Mush and Milk (1933). Finlayson, dessen Markenzeichen sein ausgeprägtes Mienenspiel war, war häufig der Gegenspieler in Laurel-und-Hardy-Filmen, ebenso wie Billy Gilbert, der unter anderem in Shiver My Timbers (1931) mitwirkte. Weitere Gäste waren der ehemalige Hal-Roach-Star Max Davidson als verrückter Kinderschreck in Moan and Groan, Inc., Stepin Fetchit in A Tough Winter (1930) und Don Barclay in Honky Donkey (1934). Aus der MGM-Phase ist vor allem Thurston Hall in Kiddie Kure (1940) zu nennen.
Der Film Fish Hookey von 1933 vereinte mit Mary Kornman als Lehrerin, Mickey Daniels als „Schulschwänzer-Polizist“ (truant officer) sowie den zufällig des Wegs kommenden Joe Cobb und Allen Hoskins die bedeutendsten Kinderdarsteller aus der Frühzeit der Serie noch einmal in Gastauftritten vor der Kamera.
Im Gegenzug hatten auch immer wieder die Kinderstars Auftritte in anderen Hal Roach-Produktionen. So jagte Our Gang Charley Chase als The Fraidy Cat (1924) Angst ein und jubelte Stan Laurel als Rupert of Hee-Haw (1924) zu. Joe Cobb, Jackie Condon und Mickey Daniels hatten zudem Cameos in Harold Lloyds Langfilm Mädchenscheu (Girl Shy, 1924). Ironischerweise war dies Lloyds erster Film nach seinem Abschied von Roach. Im All-Star-Kurzfilm The Stolen Jools (Juwelenraub in Hollywood, 1931) wirkten die kleinen Strolche nochmals im kompletten Team mit, unter anderem spielten Buster Keaton, Stan Laurel und Oliver Hardy ebenfalls Gastrollen.

## Filmografie
- 1922
  - Our Gang
  - Fire Fighters
  - Young Sherlocks
  - One Terrible Day
  - A Quiet Street
  - Saturday Morning
- 1923
  - The Big Show
  - The Cobbler
  - The Champeen
  - Boys To Board
  - A Pleasant Journey
  - Giants vs Yanks
  - Back Stage
  - Dogs Of War
  - Lodge Night
  - Stage Fright
  - July Days
  - Sunday Calm
  - No Noise
  - Derby Day
- 1924
  - Fast Company
  - Tire Trouble
  - Big Business
  - The Buccaneers
  - Seein' Things
  - Commencement Day
  - It’s A Bear
  - Cradle Robbers
  - Jubilo, jr.
  - High Society
  - The Sundown Limited
  - Every Man For Himself
  - The Mysterious Mystery!
- 1925
  - The Big Town
  - Circus Fever
  - Dog Days
  - The Love Bug
  - Ask Grandma
  - Shootin' Injuns
  - Official Officers
  - Mary, Queen Of Tots
  - Boys Will Be Joys
  - Better Movies
  - Your Own Back Yard
  - One Wild Ride
- 1926
  - Good Cheer
  - Buried Treasure
  - Monkey Business
  - Baby Clothes
  - Uncle Tom’s Uncle
  - Thundering Fleas
  - Shivering Spooks
  - The Fourth Alarm
  - War Feathers
  - Telling Whoppers
- 1927
  - Seeing the World
  - Bring Home the Turkey
  - Ten Years Old
  - Love My Dog
  - Tired Business Men
  - Baby Brother
  - Chicken Feed
  - Olympic Games
  - The Glorious Fourth
  - Yale vs Harvard
  - The Old Wallop
  - Heebee Jeebees
  - Dog Heaven
- 1928
  - Playin' Hookey
  - The Smile Wins
  - Spook Spoofing
  - Rainy Days
  - Edison, Marconi & Co.
  - Barnum & Ringling, Inc.
  - Fair and Muddy
  - Crazy House
  - Growing Pains
  - Old Gray Hoss
  - School Begins
  - The Spanking Age
- 1929
  - Election Day
  - Noisy Noises
  - The Holy Terror
  - Wiggle Your Ears
  - Fast Freight
  - Little Mother
  - Cat, Dog & Co.
  - Saturday’s Lesson
  - Small Talk
  - Railroadin'
  - Boxing Gloves
  - Lazy Days
  - Bouncing Babies
  - Moan & Groan, Inc.
- 1930
  - Shivering Shakespeare
  - The First Seven Years
  - When the Wind Blows
  - Bear Shooters
  - A Tough Winter
  - Farina und die 200 Mäuse (Pups Is Pups)
  - Jackie und die neue Lehrerin (Teacher’s Pet)
  - Die Schule ist aus (School’s Out)
- 1931
  - Tante-Emma-Laden in Gefahr (Helping Grandma)
  - Verliebt in die Lehrerin (Love Business)
  - Little Daddy
  - Armes Kind aus reichem Haus (Bargain Day)
  - Lasst den Drachen steigen (Fly My Kite)
  - Big Ears
  - Eine wilde Seeräubergeschichte (Shiver My Timbers)
  - Es geschehen noch Wunder (Dogs Is Dogs)
- 1932
  - Der erste Schultag (Readin' And Writin')
  - Das Baby kann sprechen (Free Eats)
  - Spanky
  - Choo-Choo!
  - Pete und die Hundefänger (The Pooch)
  - Feuerwehr und Flamme (Hook And Ladder)
  - Free Wheeling
  - Überraschung zum Geburtstag (Birthday Blues)
  - A Lad An' A Lamp
- 1933
  - Die reumütigen Schulschwänzer (Fish Hooky)
  - Spanky als Babysitter (Forgotten Babies)
  - The Kid From Borneo
  - Milchbrei für alle (Mush and Milk)
  - Spanky und der Weihnachtsmann (Bedtime Worries)
  - Spanky beim Fotografen (Wild Poses)
- 1934
  - Das wilde Wagenrennen (Hi' Neighbor!)
  - Pete ist der Größte (For Pete’s Sake)
  - Die erste Nacht im Freien (The First Round-Up)
  - Ein Muli gehört nicht ins Bett (Honky Donkey)
  - Wir machen Musik (Mike Fright)
  - Washee Ironee
  - Der unermessliche Piratenschatz (Mama’s Little Pirate)
  - Die alte Wunderlampe (Shrimps For A Day)
- 1935
  - Wenn man schon mal ehrlich ist (Anniversary Trouble)
  - Spanky schnuppert Theaterluft (Beginner’s Luck)
  - Auf Alfalfa ist Verlass (Teacher’s Beau)
  - Nie mehr Frauen (Sprucin' Up)
  - Schlaflied mit falschen Tönen (Little Papa)
  - Angler unter sich (Little Sinner)
  - Broadway-Melodie von 1936 (Our Gang Follies Of 1936)
- 1936
  - Eiskalte Limonade (The Lucky Corner)
  - Vorsicht, Golfer! (Divot Diggers)
  - Alfalfas größte Chance (The Pinch Singer)
  - Ihre zweite Kindheit (Second Childhood)
  - Kleine Leute, ganz groß (Arbor Day)
  - Die Ferien sind vorbei (Bored of Education)
  - Das Feuerwerk geht los (Two Too Young)
  - Romeo und Julia mal anders (Pay As You Exit)
  - Was für ein Zirkus (Spooky Hooky)
  - General Spanky (Langfilm)
- 1937
  - Spanky und Co. Show (Reunion In Rhythm)
  - Der große Boxkampf (Glove Taps)
  - Willst du mein Valentin sein? (Hearts Are Thumps)
  - Eine Affenschande (Three Smart Boys)
  - Der geheime Rächerclub (Rushin' Ballet)
  - Das Vagabundenleben (Roamin' Holiday)
  - Eine schlaflose Nacht (Night 'N' Gales)
  - Alfalfa und der Unfall (Fishy Tales)
  - Der Frosch im Hals (Framing Youth)
  - Prahlhans im Glück (The Pigskin Palooka)
  - Der Liebesbrief an Darla (Mail An Female)
  - Ein Operntraum (Our Gang Follies Of 1938)
- 1938
  - Die zwei Schulschwänzer (Canned Fishing)
  - Bear Facts
  - Das tolle Bootsrennen (Three Men In A Tub)
  - Das maskierte Wunder (Came The Brawn)
  - Feed 'Em And Weep
  - Zahn um Zahn (The Awful Tooth)
  - Darla und die Detektive (Hide And Shriek)
  - The Little Ranger
  - Party Fever
  - Aladdin’s Lantern
  - Men In Fright
  - Football Romeo
  - Practical Jokers
- 1939
  - Alfalfa’s Aunt
  - Tiny Troubles
  - Duel Personalities
  - Clown Princes
  - Cousin Wilbur
  - Joy Scouts
  - Dog Daze
  - Auto Antics
  - Captain Spanky’s Show Boat
  - Dad For A Day
  - Time Out For Lessons
- 1940
  - Alfalfa’s Double
  - Bubbling Troubles
  - The Big Premiere
  - All About Hash
  - The New Pupil
  - Goin' Fishin'
  - Good Bad Boys
  - Waldo’s Last Stand
  - Kiddie Kure
- 1941
  - Fightin' Fools
  - Baby Blues
  - Ye Olde Minstels
  - Come Back, Miss Pipps
  - 1-2-3 Go!
  - Robot Wrecks
  - Helping Hands
  - Wedding Worries
- 1942
  - Melodies Old And New
  - Going To Press
  - Don’t Lie
  - Surprised Parties
  - Doin' Their Bit
  - Rover’s Big Chance
  - Might Lak A Goat
  - Unexpected Riches
- 1943
  - Benjamin Franklin, jr.
  - Family Troubles
  - Election Daze
  - Calling All Kids
  - Farm Hands
  - Little Miss Pinkerton
  - Three Smart Guys
- 1944
  - Radio Bugs
  - Dancing Romero
  - Tale Of A Dog